# Lista över jordbävningar i Azerbajdzjan
Detta är en lista över jordbävningar i Azerbajdzjan med en magnitud på minst 4.0 på Richterskalan.
| Datum             | Namn                               | Epicentrum | Magnitud | Mercalliskalan | Koordinater                                 | Döda             | Rivna byggnader | Källor      |
| ----------------- | ---------------------------------- | ---------- | -------- | -------------- | ------------------------------------------- | ---------------- | --------------- | ----------- |
| 427               |                                    |            | 6.7      | 10             | 40°30′00″N 46°30′00″Ö / 40.500°N 46.500°Ö   |                  |                 | [ 1 ]       |
| 906               | Jordbävningen i Qıvraq 906         | Qıvraq     | 6.2      |                | 39°47′00″N 44°53′00″Ö / 39.7833°N 44.8833°Ö |                  |                 | [ 2 ]       |
| 30 september 1139 | Jordbävningen i Gəncə 1139 (en)    | Gəncə      | 6.3      | 11             | 40°24′00″N 46°14′00″Ö / 40.4°N 46.2333°Ö    | ~230 000-300 000 | >1 000          | [ 3 ] [ 1 ] |
| 25 november 1667  | Jordbävningen i Şamaxı 1667 (en)   | Şamaxı     | 6.9      | 10             | 40°36′00″N 48°36′00″Ö / 40.600°N 48.600°Ö   | ~80 000          | >1 000          | [ 1 ]       |
| 4 januari 1669    | Jordbävningen i Şamaxı 1669        | Şamaxı     | 5.7      | 9              | 40°36′00″N 48°36′00″Ö / 40.600°N 48.600°Ö   | ~7 000           |                 | [ 1 ]       |
| 1 januari 1671    | Jordbävningen i Şamaxı 1671        | Şamaxı     |          | 9              | 40°36′00″N 48°36′00″Ö / 40.600°N 48.600°Ö   |                  |                 | [ 1 ]       |
| 9 augusti 1828    | Jordbävningen i Şamaxı 1828        | Şamaxı     | 5.7      | 8              | 40°42′00″N 48°24′00″Ö / 40.700°N 48.400°Ö   |                  |                 | [ 1 ]       |
| 2 januari 1842    | Jordbävningen i Abşeron 1842       | Abşeron    | 4.3      | 8              | 40°30′00″N 50°00′00″Ö / 40.500°N 50.000°Ö   |                  |                 | [ 1 ]       |
| 11 juni 1859      | Jordbävningen i Şamaxı 1859 (en)   | Şamaxı     | 5.9      | 9              | 40°42′00″N 48°30′00″Ö / 40.700°N 48.500°Ö   | ~100             |                 | [ 1 ]       |
| 28 januari 1872   | Jordbävningen i Şamaxı 1872        | Şamaxı     | 5.7      | 10             | 40°36′00″N 48°42′00″Ö / 40.600°N 48.700°Ö   |                  |                 | [ 1 ]       |
| 13 februari 1902  | Jordbävningen i Şamaxı 1902 (en)   | Şamaxı     | 6.9      | 9              | 40°42′00″N 48°36′00″Ö / 40.700°N 48.600°Ö   | 86               | 3 496           | [ 1 ]       |
| 27 april 1931     | Jordbävningen i Zəngəzur 1931 (en) | Zəngəzur   | 6.5      |                | 39°17′N 45°57′Ö / 39.29°N 45.95°Ö           | 390-2 890        |                 | [ 4 ]       |
| 2 september 1953  | Jordbävningen i Oğuz 1953          | Oğuz       | 4.9      |                | 41°04′N 47°27′Ö / 41.07°N 47.45°Ö           |                  |                 | [ 6 ]       |
| 4 juni 1999       | Jordbävningen i Ağdaş 1999         | Ağdaş      | 5.4      | 5              | 40°48′07″N 47°26′53″Ö / 40.802°N 47.448°Ö   | 1                |                 | [ 1 ]       |
| 25 november 2000  | Jordbävningen i Baku 2000 (en)     | Baku       | 6.8      |                | 40°14′42″N 49°56′46″Ö / 40.245°N 49.946°Ö   | 31               |                 | [ 1 ]       |
| 7 maj 2012        | Jordbävningen i Zaqatala 2012      | Zaqatala   | 5.7      |                | 41°32′56″N 46°47′20″Ö / 41.549°N 46.789°Ö   | 0                | 3 100           | [ 1 ]       |
| 4 september 2015  | Jordbävningen i Şəki 2015          | Şəki       | 5.9      | 7              | 41°08′24″N 47°12′00″Ö / 41.140°N 47.200°Ö   | 0                |                 | [ 8 ]       |
| 5 februari 2019   | Jordbävningen i İsmayıllı 2019     | İsmayıllı  | 6        |                | 40°14′42″N 49°56′46″Ö / 40.245°N 49.946°Ö   |                  | 42              | [ 9 ]       |